# Biesal (gmina)
Biesal – dawna gmina wiejska istniejąca w latach 1946–1954 w woj. olsztyńskim (dzisiejsze woj. warmińsko-mazurskie). Siedzibą władz gminy był Biesal.
Gmina Biesal powstała po II wojnie światowej na terenie tzw. Ziem Odzyskanych. 28 czerwca 1946 roku jako jednostka administracyjna powiatu ostródzkiego gmina weszła w skład nowo utworzonego woj. olsztyńskiego. Według stanu z 1 lipca 1952 roku gmina była podzielona na 16 gromad: Biesal, Dłużki, Guzowy Piec, Jadaminy, Kątno, Łęguty, Makruty, Mańki, Parwółki, Podlejki, Rapaty, Stare Jabłonki, Staszkowo, Śródka, Tomaryny i Tomaszyn.
Gmina została zniesiona 29 września 1954 roku wraz z reformą wprowadzającą gromady w miejsce gmin. Jednostki nie przywrócono 1 stycznia 1973 roku po reaktywowaniu gmin.